# Zéró gyanúsított
A Zéró gyanúsított 2004-ben bemutatott amerikai bűnügyi thriller E. Elias Merhige rendezésében. A film az FBI egy sorozatgyilkos után nyomozásáról szól. Az eljárás során rejtélyes segítőjük akad.

## Cselekménye
Thomas Mackelway (Aaron Eckhart) és Fran Kulok (Carrie-Anne Moss) FBI-ügynököket olyan ügyre állítják rá, amiben egy sorozatgyilkos, Ben O'Ryan (Ben Kingsley) kizárólag más sorozatgyilkosokat öl meg.
Mackelway és Kulok korábban már dolgozott együtt Dallasban, érzelmi kapcsolat is volt köztük, ez azonban később megszakadt.
A nyomozás előrehaladtával Mackelway hajlik arra az addig csak tudományos körökben ismert elméletre, hogy itt egy „Zéró gyanúsított” elnevezésű esettel állnak szemben, aminek lényege, hogy a sorozatgyilkos olyan áldozatokat öl meg, akik között nincs kapcsolat, tevékenysége az Egyesült Államok minden államára kiterjed, és áldozatait lakhelyüktől sokszor igen távoli helyeken helyezi el.
Az ügynökök dilemmája, hogy el kell dönteniük: O'Ryan a kulcs az elkövetőhöz, vagy ő maga az elkövető?
O'Ryan FBI-ügynökként hivatkozik saját magára, ennek azonban nincs nyoma az FBI nyilvántartásában, ezért azt feltételezik, hogy egy őrülttel van dolguk. Ezt megerősíti, hogy O'Ryan egy bentlakásos pszichiátriai intézetben lakott évekig, aminek a pincéjében bűnügyekkel foglalkozó újságkivágásokat és furcsa rajzokat hagyott maga után. Az újságcikkekben Mackelway a róla szóló cikkeket is felfedezi, amikben azt fejtegetik, hogy ő törvénytelen módon fogott el Mexikóban egy körözött bűnözőt, és átcsempészte a határon, mintha ott fogta volna el. A bűnözőt a bíróság felmentette, Mackelwayt pedig fél évre felfüggesztették a munkája alól. Az újságcikkekre Mackelway megdöbbenésére O'Ryan kézzel ráírta: „magának volt igaza”.
Később kiderül, hogy O'Ryan egy titkos katonai kísérletben vett részt, melynek során telepatikus látnokokat kerestek, képeztek ki és alkalmaztak különféle információk távolból való megszerzésére (O'Ryan elmondása szerint ezek között volt információszerzés szovjet rakétákról, az iráni túszdráma résztvevőinek hollétéről, majd később közönséges bűnügyek áldozatainak felkutatása lett a feladatuk).
Képességei fejlődésével O'Ryan éber látomásaiban sorozatgyilkosok szemével látja az áldozatokat és azok szenvedését, és ezt egyre kevésbé tudja elviselni. Az állandó és kínzó látomások (amik minden esetben igaznak bizonyultak) arra ösztönzik, hogy a sorozatgyilkosok megölésével vessen véget szenvedéseinek.
O'Ryan információkat küld faxon Mackelwaynek, mert Mackelway bizonyos fokig maga is látnok, és mert ennek alkalmazása miatt az újságok címlapjaira került, mint egy „törvényeket áthágó ügynök”. Az információk az eltűnt személyek megtalálási helyének koordinátáit tartalmazzák, és gyakran egy kézzel áthúzott kör is szerepel a papíron.
O'Ryan megtalálja a „Zéró gyanúsított”-at, akinek gyermek áldozatai fokozott szenvedést okoznak neki a látomásaiban.
A tényleges „Zéró gyanúsított” egy hűtőkocsis kamionnal utazik az Egyesült Államok területén, áldozatai többnyire gyermekek, akiket elrabol, megkínoz, megöl, majd lefagyasztva távoli helyekre szállítja őket.
Mackelway megtalálja O'Ryant, aki eleinte fogva tartja, majd közösen rábukkannak a „Zéró gyanúsított” tanyájára, ahol kínzóeszközöket látnak lógni a falakon és a szobában szétszórva. A gyanúsított azonban észreveszi őket, és menekülni kezd a kamionjával. Az autós üldözés közben mindkét autó felborul.
Rövid menekülés és verekedés után Mackelway egy szikladarabbal szétzúzza a gyanúsított fejét.
O'Ryan ekkor arra próbálja rávenni, lője főbe őt, hogy véget érjenek a szenvedései, azonban erre Mackelway nem hajlandó. O'Ryan ekkor a késével támadást színlel, ezzel arra készteti Kulok ügynököt (aki távolabbról célba vette őt), hogy lőjön. O'Ryan békésen és örömmel hal meg Mackelway karjaiban.
A film fő motívuma a paranormális „távolbalátás”, amivel O'Ryan önkéntelenül a számára kínzó információit kapja.
A film DVD-jének extra kiadásán interjúk találhatók olyan emberekkel, akik korábban az Egyesült Államok Hadseregének hasonló célú titkos katonai programjaiban részt vettek.

## Szereplők
| Szerep           | Színész          | Magyar hang (1.)   | Magyar hang (2.)   |
| ---------------- | ---------------- | ------------------ | ------------------ |
| Thomas Mackelway | Aaron Eckhart    | Széles László      | Lux Ádám           |
| Benjamin O'Ryan  | Ben Kingsley     | Végvári Tamás      | Papp János         |
| Fran Kulok       | Carrie-Anne Moss | Nagy-Kálózy Eszter | Kisfalvi Krisztina |
| Rich Charleton   | Harry Lennix     | Bácskai János      | Király Attila      |
| Harold Speck     | Kevin Chamberlin | Szűcs Sándor       | Törköly Levente    |
| Katie Potter     | Nicole DeHuff    | Szabó Gertrúd      | Böhm Anita         |
| Bill Grieves     | William Mapother | Juhász Zoltán      | Gardi Tamás        |
| Dates professzor | Robert Towne     | Kajtár Róbert      |                    |

## Háttérinformációk
- A film koprodukcióban készült, melyben az alábbi stúdiók vettek részt: Intermedia Films, Cruise/Wagner Productions (Tom Cruise produkciós cége) és a Lakeshore Entertainment.
- A forgatás 2002. augusztus 5.-től szeptemberig tartott, többek között Új-Mexikó állam alábbi helyszínein: Albuquerque, Estancia, Jemez Pueblo, Jemez Springs, Willard és Zia Pueblo.
- A különleges effektusokat a Boy Wonder Visual Effects, a Spectrum Effects Inc. és a Pacific Title & Art Studios készítették.
- A film eredeti DVD-je 2005. április 12-én jelent meg.